# حيوان اليسر
حيوان اليُسْر أو المرجان الأسود هو جنس من الزهريات الشعاعية.
حيوان من المرجانيات، ينمو في قاع البحر ملتصقا به،ويتميز بأن لوامسه قليلة تتفاوت من ست إلى أربع وعشرين لامسة، وله محور كيتيني متفرع كالشجر ويمتد بطول المستعمرة ويغلب أن يكون أسود اللون، وتصنع منه السبح.